# Telipogon pseudobulbosus
Telipogon pseudobulbosus là một loài thực vật có hoa trong họ Lan. Loài này được (D.E.Benn. & Christenson) N.H.Williams & Dressler mô tả khoa học đầu tiên năm 2005.